# Актуна, Йылдырым
Йылдырым Актуна (1930 — 29 сентября 2007) — турецкий психиатр и государственный деятель.

## Биография
Родился в 1930 году в Стамбуле. В 1948 году окончил школу в Каршияке. Затем поступил в медицинский колледж при Стамбульском университете. Окончил его в 1954 году со степенью доктора медицины и в звании лейтенанта.
Затем служил главным медиком в 26-й бригаде 66-й дивизии. Прошёл годичный курс обучения английскому языку в армейской языковой школе в Анкаре. После этого был отправлен на учёбу в США, где в 1958-59 годах изучал внутренние болезни в армейском медицинском центре Брука при форте Сэм Хьюстон.
После возвращения в Турцию изучал нейропсихиатрию в военно-медицинской академии Гюльхане в Анкаре, которую окончил в 1962 году. Затем служил в армии врачом. В 1967-69 годах преподавал в Кабульском военном госпитале (Афганистан). В 1970 году уволился из армии в звании подполковника.
После этого занимал должность заместителя главного врача в клинике психологии при детском госпитале Шишли в Стамбуле, позднее возглавил эту клинику.
В 1972-73 годах изучал нейрологию и ЭЭГ в нейрологической клинике при Венском университете (Австрия).
В 1979 году был назначен главным врачом психиатрической больницы Бакыркёй в Стамбуле. В 1983 году создал в больнице реабилитационный центр для алко- и нарко- зависимых. За свою деятельность на посту главврача был награждён рядом премий.

### Политическая карьера
30 декабря 1988 года Йылдырым Актуна покинул пост главврача психиатрической больницы Бакыркёй и занялся политической деятельностью. Он вступил в социал-демократическую народную партию. 26 марта 1989 года был избран главой района Бакыркёй.
Через два с половиной года покинул пост и 27 августа 1991 года вступил в партию верного пути. В том же году был избран членом Великого национального собрания.
В 1991-93 годах занимал пост министра здравоохранения в правительстве Демиреля. В 1993 году Тансу Чиллер назначила Актуну государственным министром. В 1996-97 годах повторно занимал пост министра здравоохранения. В 1997-99 годах повторно занимал пост государственного министра. Во время пребывания на министерских постах Актуна предложил провести реформу здравоохранения и организовал два национальных медицинских конгресса.
30 марта 1996 года покинул партию верного пути, 1 июля 1997 года вступил в партию «Партия за демократическую Турцию» и был назначен Хюсаметтином Джиндоруком заместителем председателя. В 2001 году снова вступил в партию верного пути. Позднее покинул её и в 2003 году вступил в либерально-демократическую партию.

### Смерть
В феврале 2007 года у Актуны был диагностирован рак поджелудочной железы. С марта по август того же года находился в Китае, где проходил курс лечения. 29 сентября 2007 года скончался в больнице. 2 октября похоронен на кладбище Зинджирликую.

### Личная жизнь
Дважды был женат, вторая жена Зелиха — театральная актриса. Двое детей, сын Огул и дочь Семиха.